# AMD Am5x86

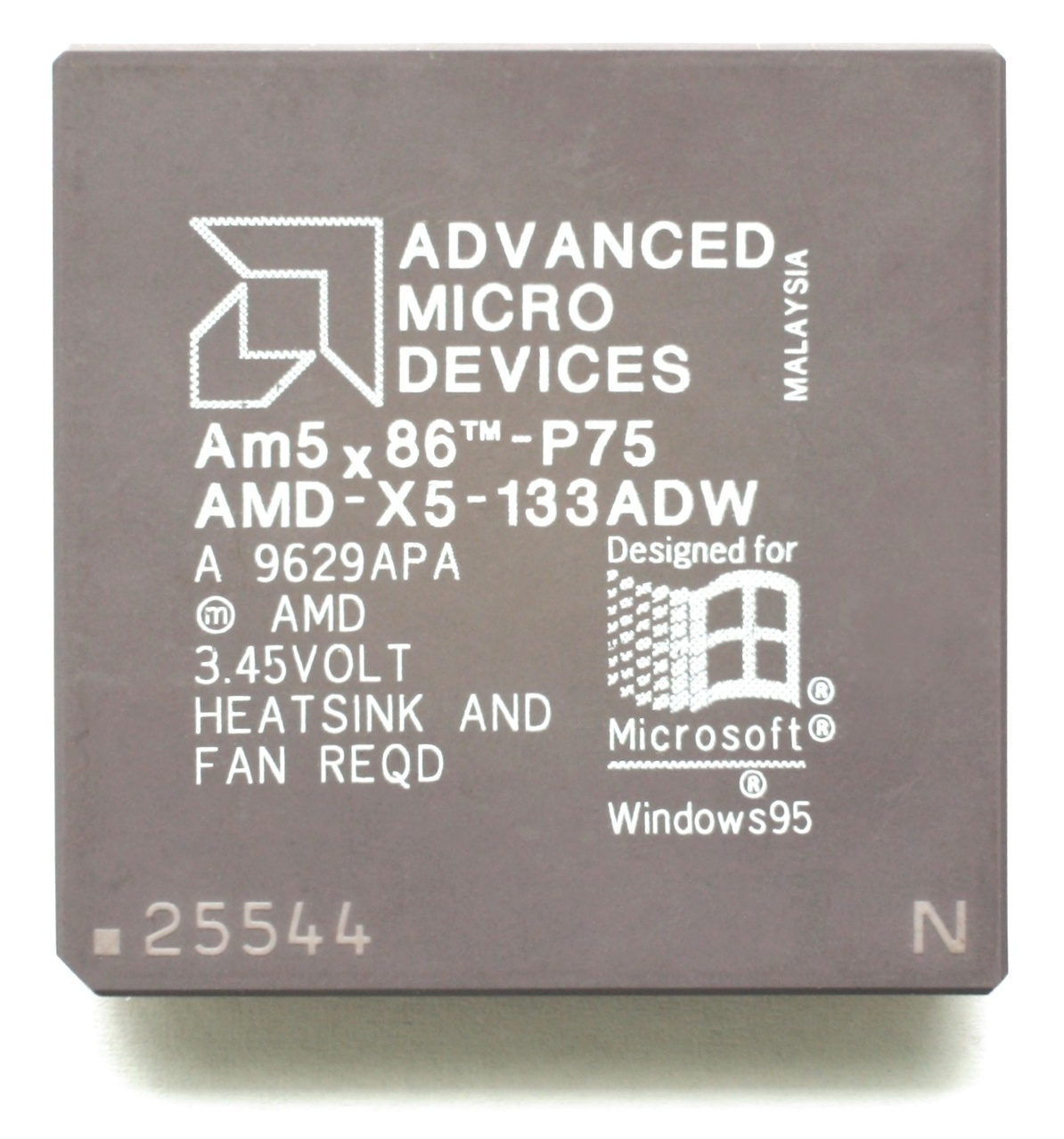
Procesor AMD 5x86-P75 w obudowie PGA 168-pin.

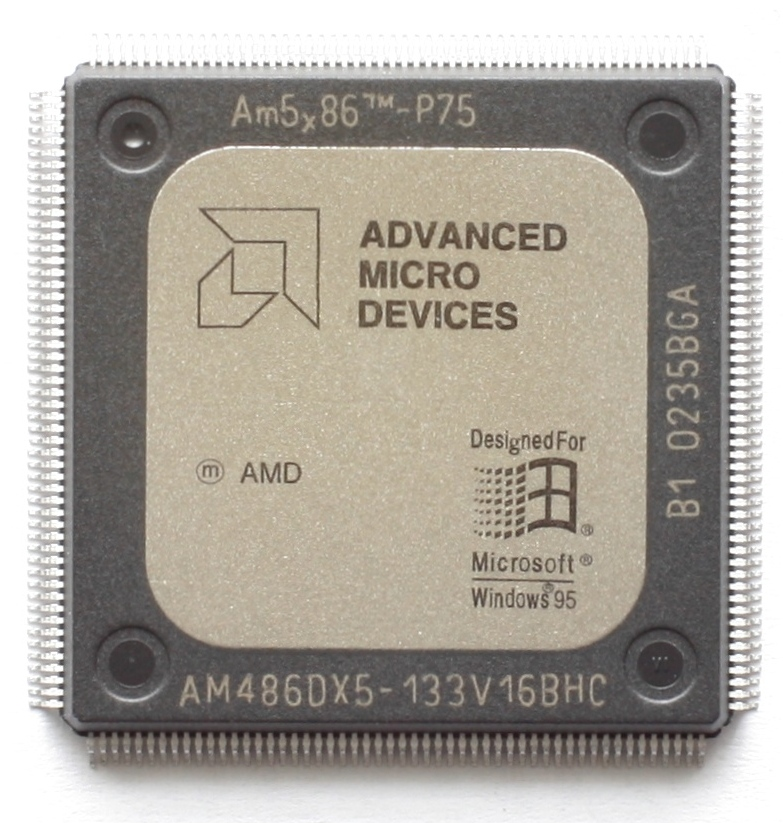
Procesor AMD 5x86-P75 w obudowie SQFP 208-pin

AMD Am5x86 (znany także jako 5x86-133, X5-133, TurboChip) – procesor bazujący na architekturze x86, produkowany w latach 1995–1999 przez firmę AMD.
Procesor ten był często używany do upgrade'u komputerów klasy i486, pozwalając im uzyskać wydajność porównywalną do wprowadzanego wówczas na rynek procesora Pentium.

## Kwestie sprzętowe
Procesor był wykonywany w technologii 0,35 mikrona przy użyciu procesu produkcji CMOS. Podobnie jak wiele innych późniejszych procesorów rodziny 486, AMD 5x86 był wyposażony w pamięć cache L1 typu write back, ale w odróżnieniu od większości innych klonów, jej pojemność wynosiła 16 kiB, a nie 8 kiB.
Architektura procesora 5x86 była oparta na specyfikacjach i486, co dawało mu stuprocentową kompatybilność ze starszymi systemami (w przeciwieństwie do niektórych produktów rywali, np. Cyrix 5x86). Dzięki największej częstotliwości taktowania w swojej klasie (133 MHz) i dużej pojemności pamięci cache, procesor 5x86 osiągał wydajność równą, a czasami nawet nieco wyższą niż procesor Pentium 75. Procesory 5x86 z dodatkowym oznaczeniem ADZ pracowały poprawnie w wyższej temperaturze i łatwo poddawały się przetaktowywaniu do 160 MHz, osiągając wydajność porównywalną z Pentium 90. Pojawiła się także bardzo rzadka seria procesorów o oznaczeniu X5-150ADW taktowanych częstotliwością 150 MHz (3 x 50 MHz).
Płyty główne z gniazdem Socket 3 pozwalały na ustawienie mnożnika wewnętrznego zegara procesora na maksymalnie 3x. Aby obejść to ograniczenie, procesor AMD Am5x86 interpretował ustawienie 2x jako 4x, umożliwiając uzyskanie częstotliwości taktowania wynoszącej 133 MHz (4 x 33 MHz). Procesor ten pasował także do płyt głównych z gniazdem Socket 1 i Socket 2, ale wtedy konieczne było zastosowanie stabilizatora napięcia, by obniżyć napięcie zasilania do 3,45 V.